# メルダース (ミサイル駆逐艦)
|          | |
| 艦歴     | |
| 発注     | 1965年3月3日 |
| 起工     | 1966年4月12日 |
| 進水     | 1967年4月13日 |
| 就役     | 1969年2月23日 |
| 退役     | 2003年5月28日 |
| その後   | 博物館船として公開 |
| 除籍     | |
| 性能諸元 | |
| 排水量   | 4,800 トン |
| 全長     | 134 m |
| 全幅     | 14.5 m |
| 吃水     | 6.5 m |
| 機関     | ボイラー 4缶、ギアード蒸気タービン 2基、70,000shp、2軸推進 |
| 最大速力 | 33ノット |
| 航続距離 | 4,500 海里（20 ノット/時） |
| 乗員     | 士官 23名、兵員 311名 |
| 兵装     | Mk 42 5インチ単装砲 2基 ラインメタルRh202 20mm単装機関砲 2基 Mk13単装発射機 1基 （ターターSAM後にSM-1MR、ハープーンSSM） アスロック8連装発射機 1基 RAM短SAM 21連装発射機 2基 Mk.32 短魚雷3連装発射管 2基 |

メルダース(Mölders, D186)は、ドイツ海軍のミサイル駆逐艦。リュッチェンス級駆逐艦の2番艦。艦名はヴェルナー・メルダース大佐に因む。

## 艦歴
メルダースは1966年4月12日に、DDG-29 としてメイン州バスのバス鉄工所で起工する。1967年4月13日にメルダース大佐の母親、アン＝マリー・メルダースによって進水し、1969年2月23日に就役、キールを拠点とする第1駆逐艦隊に配属された。
33年に及ぶ現役任務でメルダースは16名の艦長が着任し、14,000名以上の水兵が勤務、675,054.6海里の距離を航海した。メルダースは2003年5月28日にヴィルヘルムスハーフェンで退役した。
メルダースは姉妹艦のリュッチェンス、ロンメルとは異なり現在は博物艦船としてヴィルヘルムスハーフェンに展示される。皮肉なことに現役任務中にメルダースはヴィルヘルムスハーフェンに配属されることはなかった。

### USS ヘンリー・A・ウィリー
DDG-29 はヘンリー・A・ウィリー (USS Henry A. Wiley, DDG-29)として建造される予定であった。艦名はヘンリー・A・ウィリー提督 (1867 - 1943) に因むものであったが、ヘンリー・A・ウィリーの建造はその後取り消された。